# Barlaam a Josafat
Svatí Barlaam a Josafat byli ve 4. století poustevníci v Indii.
O svatém Barlaamu víme že byl poustevník.
Josafat byl synem pohanského krále Abennera. Jeho synu bylo předpovězeno že přijme křesťanství, což se Abennerovi nelíbilo, Nechal proto postavit palác kde jeho syn Josafat žil až do svého mládí. Když Josafat opustil palác uviděl jen nemoci a utrpení. Z tohoto měl mladý muž myšlenky na marnost bytí. V této době poznal sv. Barlaamem a přestoupil ke křesťanství. Poté spolu odešli a stali se poustevníky. Král Abenner později přijal taky jejich víru, vzdal se trůnu a odešel do poustevny. Po jejich smrti se jejich hroby stali místem zázraků. Jediným zdrojem těchto informací pochází z díla sv. Jana z Damašku.
Život Josafata je velmi shodný s příběhem Gautamy Buddhy a proto mnoho historiků považuje jeho příběh za přepracovaný život Buddhy.
Jejich svátek se slaví 27. listopadu.